# Eurofighter-Affäre

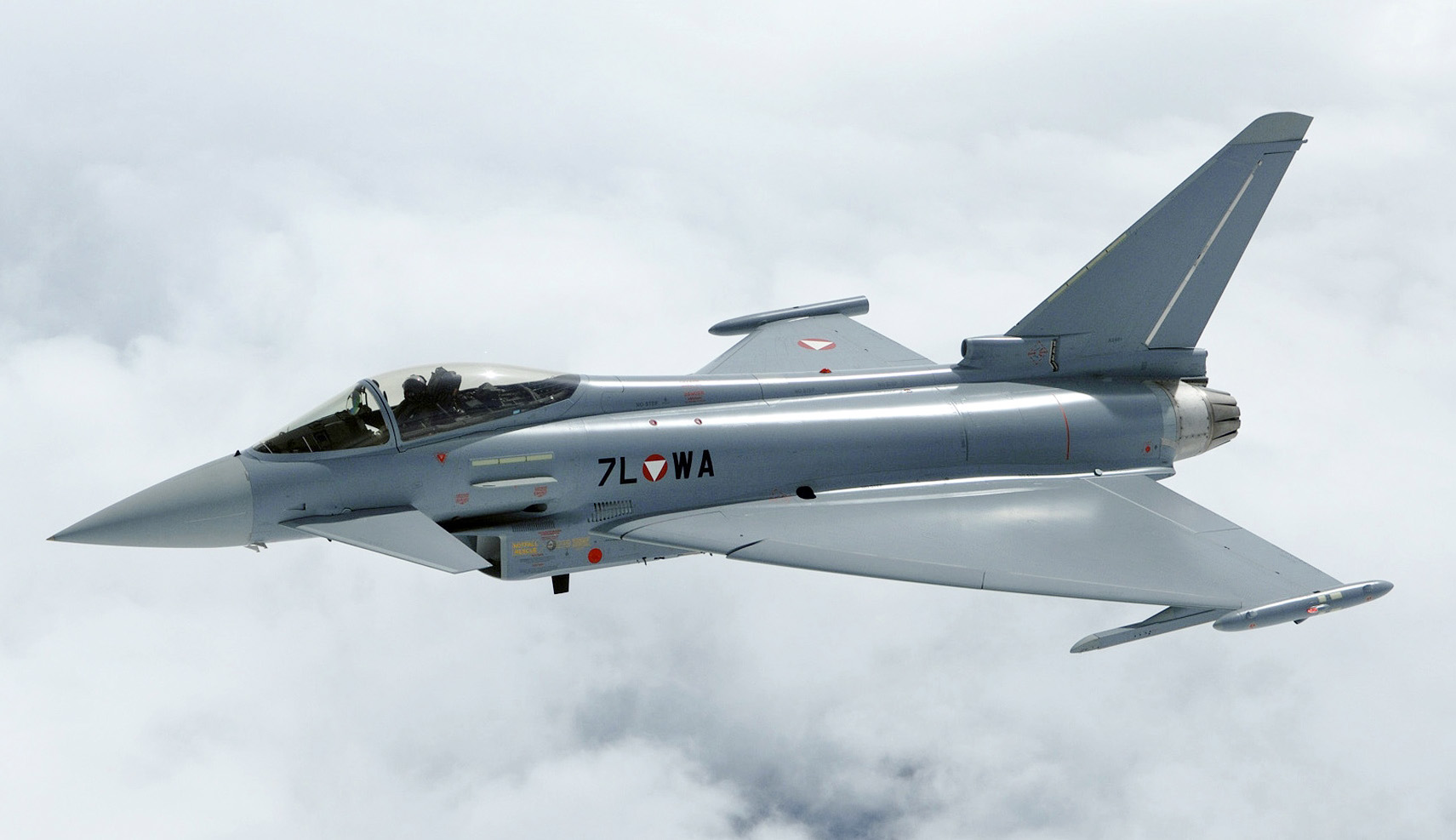
Der erste neue österreichische Eurofighter (2007)

Die Eurofighter-Affäre in Österreich umfasst die undurchsichtige und möglicherweise von Schmiergeldzahlungen in Höhe von bis zu 100 Millionen Euro begleitete Beschaffung neuer Kampfflugzeuge vom Typ Typhoon der Eurofighter Jagdflugzeug GmbH, im Volksmund „Eurofighter“ genannt, für die Luftstreitkräfte im Jahr 2002 durch die Bundesregierung Schüssel I.

## Ausschreibung
Die damalige Koalitionsregierung, bestehend aus ÖVP und der FPÖ, beschloss in ihrem Regierungsübereinkommen die Anschaffung neuer Kampfflugzeuge, um die mittlerweile veralteten schwedischen Saab J35 Draken (Modelljahr: 1963) abzulösen. Zunächst war der Kauf von 24 neuen Flugzeugen vorgesehen. Nach der Donauhochwasserkatastrophe 2002 wurde die Anzahl jedoch auf 18 reduziert.
Laut der britischen Strafverfolgungsbehörde Serious Fraud Office (SFO) kam es bei dem Deal zu gravierenden Ungereimtheiten. Bei Hausdurchsuchungen stellte die Behörde im Zuge eigener Korruptionsermittlungen Unterlagen sicher, die auf Schmiergeldzahlungen durch den britischen Rüstungskonzern BAE Systems hinweisen. Demnach soll der für BAE (Kooperationspartner von EADS) arbeitende österreichische Großgrundbesitzer und Waffenlobbyist Alfons Mensdorff-Pouilly „Druck ausgeübt“ haben, sodass die erste Ausschreibung storniert wurde. Damit konnte der EADS-Konzern, dessen Flugzeuge bei der ersten Ausschreibung noch nicht ausreichend entwickelt waren, doch noch an der Ausschreibung teilnehmen.
Die Entscheidung zugunsten von 18 Eurofightern für insgesamt 1,959 Mrd. Euro fiel schließlich im Zuge des zweiten Ausschreibungsverfahren bei einem Kanzlerfrühstück vor dem Ministerrat am 2. Juli 2002. Die Entscheidung unter den Regierungsmitgliedern fiel einstimmig, obwohl sich Finanzminister Karl-Heinz Grasser bis dahin für die amerikanische F-16 und Verteidigungsminister Herbert Scheibner für die schwedische Saab 39 Gripen eingesetzt hatten. Das SFO geht auch hier von Unregelmäßigkeiten aus. Es spricht von einem Auftrag in Höhe von 1,79 Mrd. Euro an die EADS „im Anschluss an die aggressive Zahlung von Erfolgsprämien an wichtige Entscheidungsträger“.

## Untersuchungsausschüsse
Nach den Nationalratswahlen im Oktober 2006 stellten die Eurofighter-skeptischen Fraktionen SPÖ, Grüne und FPÖ (mittlerweile Oppositionspartei) die Mehrheit im Nationalrat und beschlossen am 8. November 2006 gegen die Stimmen der damaligen Regierungsparteien ÖVP und BZÖ, einen parlamentarischen Untersuchungsausschuss zur Prüfung der Eurofighter-Beschaffung einzurichten. Zum Vorsitzenden wurde der grüne Abgeordnete Peter Pilz gewählt. Untersucht werden sollten die Umstände der politischen Entscheidung für den Eurofighter, das Zustandekommen des Kaufvertrags, die Gegebenheiten der Gegengeschäfte und die Möglichkeiten zum Ausstieg aus dem Geschäft.
Auf Antrag der Grünen und der FPÖ rief das Parlament Ende März 2017 einen erneuten Untersuchungsausschuss ins Leben. Geleitet wurde er vom Zweiten Nationalratspräsidenten Karlheinz Kopf (ÖVP). Er musste aufgrund der vorgezogenen Neuwahl des Nationalrates seine Arbeit einstellen.
Am 6. September 2018 nahm der dritte Untersuchungsausschuss zu dem Thema die Arbeit auf, seine Leitung übernahm Nationalratspräsident Wolfgang Sobotka.

## Verdacht auf Schmiergeldzahlungen
Durch den Untersuchungsausschuss wurden fragwürdige Netzwerke von Lobbyisten zu Beamten und Politikern aufgedeckt.
Zu den brisantesten Einzelerkenntnissen gehört die 87.600-Euro-Zahlung des EADS-Lobbyisten Erhard Steininger an die Firma von Anna Maria Frühstück-Wolf. Sie ist die Ehefrau des Generalmajors Erich Wolf, eines Mitglieds jener Kommission, die für die Bewertung der Angebote zuständig war. Das Ehepaar Wolf und sein Trauzeuge Steininger bestreiten jeglichen Zusammenhang mit der Eurofighterbeschaffung. Der „Airchief“ wurde vorübergehend suspendiert. Zudem wurde gegen ihn ein Disziplinarverfahren eingeleitet.
Auch gegen Erich Deutsch, den Chef des Abwehramts im Verteidigungsministerium, wurde ein Disziplinarverfahren eingeleitet. Er hatte im Ausschuss zugegeben, mit Steininger öfter im Urlaub gewesen zu sein. Er hat sich dabei zwei Mal vom EADS-Lobbyisten die Hotelkosten bezahlen lassen und sie erst später retourniert. Hinzu kommt, dass Steininger just zum Zeitpunkt des letzten gemeinsamen Skiurlaubs in der Ramsau mehrmals in den Ausschuss geladen war. Der Abwehramtschef will davon nichts gewusst haben.
Dem früheren BZÖ-Wahlkampfleiter Gernot Rumpold wird vorgeworfen, im Zuge der Beschaffung überhöhte Zahlungen an seine Firmen erhalten zu haben. Laut einem Bericht des Magazins News gibt es einen Werbevertrag im Wert von fast 6,6 Millionen Euro mit Rumpolds Agentur 100 % Communications. Vor dem Untersuchungsausschuss hatten Rumpold und seine Frau Erika unter Berufung auf Betriebsgeheimnisse die Aussage verweigert. Sie erklärten jedoch, durch den Werbeauftrag 3,2 Millionen Euro verdient zu haben. Eine einfache Pressekonferenz wurde mit einem Preis von brutto 96.000 Euro angesetzt. Manche Ausschussmitglieder vermuteten hinter den überhöhten Zahlungen versteckte Parteienfinanzierung. Der Vorwurf konnte jedoch nicht bewiesen werden.
Auch frühere FPÖ-Mitarbeiter erhielten von EADS Geld. So soll etwa der frühere Sekretär im FPÖ-Klub Kurt Lukasek für politische Analysen bezahlt worden sein.
Für die ÖVP von besonderem Interesse waren die rund 5 Millionen Euro EADS-Sponsorgelder für den Fußballklub Rapid, deren eigentliche Sinnhaftigkeit nicht ergründet werden konnte. Die von der ÖVP vermuteten Zusammenhänge mit dem Anti-Eurofighter-Wahlkampf der SPÖ konnten nicht hergestellt werden. Bewiesen wurde lediglich, dass es vor und nach dem Wahlkampf Gespräche zwischen EADS und hochrangigen SPÖ-Politikern gegeben hatte.
Laut Gerichtsakten sollen die Eurofighter-Lobbyisten Klaus-Dieter Bergner, Alfred Plattner und Walter Schön rund 100 Millionen Euro zur Verfügung gehabt haben, um die Kaufentscheidung zu ihren Gunsten zu beeinflussen. Laut Informationen der Staatsanwaltschaft in Rom soll alleine die Briefkastenfirma Vector des italienischen Finanzbetrügers Gianfranco Lande 84 Millionen Euro erhalten haben. Lande hat bestätigt, für Eurofighter- bzw. die Vertreter des Konsortiums Geld gewaschen zu haben.
Im Jahr 2021 wurde bekannt, dass im Zuge der Ermittlungen auch das Handy des Unternehmers Siegfried Wolf sichergestellt worden war.

## Diskussion um Vertragsausstieg und Stückreduktion
Laut der österreichischen Bundesregierung (mit Verteidigungsminister Günther Platter), die sich dabei auf EADS beruft, würde ein Vertragsausstieg 1,2 Mrd. Euro kosten. Sollte EADS oder der Eurofighter GmbH allerdings nachgewiesen werden können, dass sie sich nicht an den Vertrag gehalten haben, so könnte die Republik Österreich ohne Stornogebühren vom Vertrag zurücktreten. Im „Code of Business Conduct“ im Eurofighter-Vertrag ist festgehalten, dass die Bieterseite keiner natürlichen oder juristischen Person, die an der Auftragsvergabe mitwirkt, Vorteile anbieten oder gewähren darf. Durch die als „Darlehen“ bezeichnete Zahlung des EADS-Lobbyisten Erhard Steininger an die Ehefrau von Wolf im Jahr 2002 unmittelbar nach der Entscheidung für die Eurofighter könnte die Bestimmung verletzt worden sein.
Für die Bundesregierung waren die Verdachtsmomente nicht ausreichend, um vom Kauf der Eurofighter zurückzutreten. Stattdessen schloss der damalige Bundesminister für Landesverteidigung Norbert Darabos (als zuständiger Vertreter der Republik Österreich) am 26. Juni 2007 eine Vereinbarung mit dem Hersteller, die vorsieht, die Stückzahl von 18 auf 15 Jagdflugzeuge zu reduzieren (alle Tranche 1, neun neue und sechs gebrauchte Maschinen). Dadurch wurden die Anschaffungskosten von ursprünglich 1,959 Mrd. Euro auf 1,589 Mrd. Euro reduziert, was einer Kostenersparnis von ca. 19 % entspricht. Kritiker der Vereinbarung führen dagegen an, dass durch die Verkleinerung der Flotte sowie die Verwendung gebrauchter Maschinen die maximale Gesamtflugstundenanzahl ebenfalls um 19 % reduziert wurde und somit keine echte Einsparung vorhanden ist. Gleichzeitig führe der Wegfall von Tranche-2-Maschinen zu einem Verlust an Kampfkraft, wozu auch der Verzicht auf die Systeme „Praetorian“ und „PIRATE“ beiträgt.
Nach der Angelobung des neuen Nationalrats am 9. November 2017 warnte der bald scheidende Verteidigungsminister Doskozil (SPÖ) vor „einem möglichen Rückzieher vom Ausstieg aus dem Eurofighter unter einer schwarz-blauen Regierung“, um eine kosteneffiziente Luftraumüberwachung zu erzielen. Man möge die Gerichte arbeiten lassen. Kolportiert würden Hoffnungen von Airbus, dass eine ÖVP/FPÖ-Regierung einen Rückzieher machen könnten.

## Die Rolle von Mensdorff-Pouilly
Nachdem Anfang des Jahres 2007 bekannt geworden war, dass Christer van der Kwast, Oberstaatsanwalt der schwedischen Antikorruptionsbehörde, Untersuchungen gegen Valurex wegen der Vorgänge um die Auftragsvergabe für die Saab-Gripen-Jagdflugzeuge durch Tschechien eingeleitet hatte, wurde Alfons Mensdorff-Pouilly am 21. Mai 2007 in Österreich vor den parlamentarischen Untersuchungsausschuss geladen. Dabei sagte Mensdorff-Pouilly aus: „Ich habe keinen Kontakt mit irgendjemandem in einem Ministerium diesbezüglich gehabt oder irgendetwas.“ Seine Tätigkeit für das Rüstungsunternehmen BAE sei nur die „laufende Information des Sales- und Marketing-Personals von BAE in politischer und kultureller Hinsicht in Bezug auf Geschäftsgebräuche in Österreich“ gewesen. Das Serious Fraud Office stellte jedoch einen Bericht von Mensdorff-Pouilly’s Firma „MPA Handelsgesellschaft m.b.H.“ vom 27. März 2003 an die BAE sicher, aus dem hervorgeht, dass die MPA „Druck ausgeübt“ habe, um die erste Ausschreibung zum Ankauf von Militärflugzeugen durch die Republik Österreich zu stornieren. Nach der Angebotserstellung für diese Ausschreibung wäre die Wahl auf die F-16 von Lockheed Martin gefallen. Der Auftrag wurde neuerlich ausgeschrieben und gewährte dadurch auch Eurofighter die Gelegenheit zur Angebotsabgabe. „Im Anschluss an die aggressive Zahlung von Erfolgsprämien an wichtige Entscheidungsträger“, so heißt es in dem Bericht der MPA, „gab Österreich einen Auftrag in Höhe von € 1,79 Milliarden für den Eurofighter Typhoon bekannt.“

### Ermittlungen der Staatsanwaltschaft
Nach einer Sachverhaltsdarstellung, die Peter Pilz, Vorsitzender des Eurofighter-Untersuchungsausschusses, am 1. Oktober 2008 an die österreichische Staatsanwaltschaft schickte, führte der zuständige Staatsanwalt ab Jänner 2009 Ermittlungen gegen Alfons Mensdorff-Pouilly wegen des Verdachts der falschen Zeugenaussage vor dem parlamentarischen Eurofighter-Untersuchungsausschuss durch. Am 27. Februar 2009 wurde Mensdorff-Pouilly in seinem Schloss in Luising wegen Verdunkelungsgefahr festgenommen. Die Untersuchungshaft dauerte fünf Wochen.
Im Juni 2011 setzte die Staatsanwaltschaft die Ermittlungen fort.

## Zweifel an Gegengeschäften
Bedingung bei der Vergabe waren auch Gegengeschäfte im Ausmaß von 200 Prozent des Kaufpreises. Laut dem damaligen Bundeskanzler Wolfgang Schüssel sollte ein Drittel davon budgetwirksam werden und damit an den Staat zurück fließen. Der Rechnungshof stellte dazu fest, dass das angepeilte Kompensationsvolumen von vier Milliarden Euro „wahrscheinlich“ erreicht werden dürfte. Eine exakte Überprüfung der Gegengeschäfte sei jedoch aufgrund der „intransparenten und missverständlichen“ Anrechnungskriterien nicht möglich.
Im Februar 2013 beantragte ein Bürger auf Basis des Auskunftspflichtsgesetzes vom Wirtschaftsministerium die Übermittlung einer Liste jener Unternehmen, die von den Gegengeschäften profitiert hätten. Diese wurde ihm verweigert, da die vereinbarte Kompensationshöhe noch nicht erreicht sei und sich die Liste noch ändern könnte. Zudem gebe es bei der Staatsanwaltschaft Wien ein Ermittlungsverfahren. Nach einer Beschwerde beim Verwaltungsgerichtshof hieß es vom Ministerium, dass kein „gesichertes Wissen“ vorliege und zudem den Unternehmen Vertraulichkeit zugesichert worden sei. Im Mai 2015 entschied der Verwaltungsgerichtshof, dass die pauschale Auskunftsverweigerung zu den Gegengeschäften rechtswidrig war. Als Reaktion auf diese Entscheidung veranlasste Wirtschaftsminister Reinhold Mitterlehner die Veröffentlichung der Gegengeschäfts-Liste. Die Aufstellung ist seither auf der Seite des Ministeriums abrufbar, der Stand der darin enthaltenen Informationen ist Mai 2012.

## Geheimhaltung des Vertrages
Der Kaufvertrag wird vom Verteidigungsministerium geheim gehalten und ist auch dem Parlament nicht zugänglich.
Ein Auskunftsbegehren eines Bürgers, der die Herausgabe des Vertrages mit teilweiser Schwärzung beantragte, wurde durch das Bundesministerium für Landesverteidigung abgelehnt. Das Bundesverwaltungsgericht hob im März 2016 nach einer Beschwerde die Auskunftsverweigerung wegen Begründungsmängeln auf. Eine Beschwerde gegen eine erneute Auskunftsverweigerung ist anhängig.

## Einstellung des Verfahrens zum Verdacht auf Betrug
Am 11. November 2020 teilte Wolfgang Peschorn, Präsident der Finanzprokuratur mit, dass das Ermittlungsverfahren wegen Verdacht des Betrugs bei der Beschaffung der Eurofighter 2003 und dem Vergleich 2007 endgültig eingestellt wurde. Das OLG Wien hat die Beschwerden der Wirtschafts- und Korruptionsstaatsanwaltschaft (WKStA) und der Republik gegen die Einstellung des Ermittlungsverfahrens durch das LG Wien zurückgewiesen. Der ORF formuliert: „Die Hoffnungen von Verteidigungsministerin Klaudia Tanner (ÖVP) und der Regierung, die Eurofighter auf juristischem Weg loszuwerden, haben sich endgültig in Luft aufgelöst.“

## Publikationen
Im Februar 2017 löste das österreichische Verteidigungsministerium mit dem Bericht der 2012 unter Darabos eingesetzten „Task Force Eurofighter“ eine Lawine aus. Bei der Staatsanwaltschaft Wien erfolgte eine Strafanzeige gegen Airbus Defence and Space GmbH (vormals EADS Deutschland GmbH) und Eurofighter Jagdflugzeug GmbH. Zweck dieser Strafanzeige ist, so der Verteidigungsminister, das Anstoßen von Ermittlungen und die Geltendmachung von Schadenersatzansprüchen gegen die genannten Gesellschaften.
Im Mai 2017 veröffentlichte Georg Vetter (Mitglied des Eurofighter-Untersuchungsausschusses und Nationalratsabgeordneter der ÖVP) das Buch „Eurofighter 2017“ in dem er die aktuellen Entwicklungen aus seiner Sicht bespricht.